# 新巴甫利夫卡 (尼古拉耶夫區)
47°24′14″N 31°44′8″E / 47.40389°N 31.73556°E
新巴甫利夫卡（烏克蘭語：Новопавлівка）是位於烏克蘭南部的村莊，由尼古拉耶夫州尼古拉耶夫區的新敖德薩市鎮負責管轄。該村始建於1790年，面積0.27平方公里，海拔高度39米，2001年人口100，人口密度每平方公里370.4人。